# Jabal an Nabi Shu'ayb
De Jabal an Nabi Shu'ayb (Arabisch: جبل النبي شعيب; 'berg van de profeet Shu'aib') is met een hoogte van 3666 meter boven de zeespiegel het hoogste punt van Jemen, van de Sarawatbergen en van het hele Arabisch Schiereiland. De berg is gelegen in een beschermd natuurgebied in het gouvernement Sanaa, niet ver van 's lands gelijknamige hoofdstad, en is een van de meest prominente bergen van de wereld en de op twee na prominentste van het Midden-Oosten. De berg heeft dominantie over 554 kilometer.
Vanaf bepaalde plaatsen, zoals de snelweg tussen Sanaa en Al Hudaydah, lijkt de Jabal an Nabi Shu'ayb niet meer dan een rotsachtige heuvel, maar vanaf het westen is het duidelijk een enorme berg, doordat de westelijke flank oprijst vanaf een hoogte van 1500-1600 meter. Deze zijde houdt neerslaghoudende wolken tegen, wat de zone relatief vruchtbaar maakt. Op de top van de berg staat een militaire post met een radarinstallatie en een schrijn van de profeet Shu'aib. Het is vrij moeilijk toestemming te verkrijgen om de top te beklimmen, maar de restricties zijn sinds kort minder streng geworden.
Ofschoon de top niet met eeuwige sneeuw bedekt is zoals soortgelijke bergen in Noord-Libanon en Syrië, is er reeds verschillende malen sneeuw gemeld, en 's winters vriest het er dagelijks. Op de top haalt de wind zeer hoge snelheden.
Jemens op een na hoogste berg, de Jabal Tiyal, ligt op zowat dezelfde afstand van Sanaa als de Jabal an Nabi Shu'ayb.